# Escudo de Corvera de Asturias

Escudo de Corvera de Asturias

El escudo del concejo asturiano Corvera carece de sanción legal y el ayuntamiento no tiene decidido adoptarlo.
Es una mezcla de varios escudos. Así el escudo es terciado en faja con tres cuarteles:
- En el primer cuartel aparece el escudo del concejo Avilés, una nao con una sierra en la proa, embistiendo una cadena soportada por dos torres. Se pone en reconocimiento a este concejo puesto que antiguamente Corvera pertenecía a Avilés.

- El segundo cuartel son las armas de Solís de gran influencia en el concejo. Así aparece un sol de oro.

- El tercer cuartel, son las armas de Rodríguez de León que están labradas en su casa, el palacio de Trasona.

- Datos: Q5837960